# Évelyne Trouillot
Évelyne Trouillot (sinh ngày 2 tháng 1 năm 1954) là một tác giả người Haiti từng đoạt giải thưởng, viết bằng tiếng Pháp và Creole.

## Tiểu sử
Con gái của Ernst Trouillot  và Anne-Marie Morisset, cô được sinh ra ở Port-au-Prince, Haiti. Sau khi học xong trung học, cô rời Hoa Kỳ, nơi cô học ngôn ngữ và giáo dục ở cấp đại học. Năm 1987, Trouillot trở lại Haiti, nơi cô dạy tiếng Pháp tại Đại học Bang. Năm 2002, Évelyne, con gái Nadève Ménard và anh trai Lyonel đã thành lập Pré-Texte, một tổ chức của nhà văn tài trợ cho các hội thảo đọc và viết.
Lyonel anh trai cô cũng là một nhà văn; chị gái Jocelyne là một nhà văn và học thuật. Anh trai của cô Michel-Rolph là một nhà nhân chủng học và học thuật. Nhà sử học người Haiti Henock Trouillot là chú của cô.
Năm 2012, Trouillot đã nhận được giải thưởng Canute A. Brodhurst cho tiểu thuyết ngắn từ tạp chí The Caribbean Writer. Tác phẩm của cô đã được dịch sang tiếng Đức, tiếng Anh, tiếng Tây Ban Nha và tiếng Ý và đã được xuất bản trên các tạp chí ở Cuba, Pháp, Mexico và Canada.
Tracy Denean Sharpley-Whiting gọi là Rosalie l'infâme "Một đóng góp tuyệt vời cho thi thể của các nhà văn nữ Pháp ngữ ở vùng biển Caribbean".

## Tác phẩm được chọn[1][9]
- La chambre interdite, tuyển tập truyện ngắn (1996) [10]
- Sans parapluie de retour, thơ (2001)
- Parlez-moi d'amour, truyện (2002)
- Rosalie l'infâme, tiểu thuyết (2003), đã nhận được giải thưởng Pháp ngữ Prix de la romancière do Câu lạc bộ Soroptimist của Grenoble trao tặng, xuất bản bằng tiếng Anh với tên The Infamous Rosalie (2013) [4][11]
- L'ile De Ti Jean, cuốn sách thiếu nhi (2003) [5][12]
- Plidetwal, thơ (2005), ở Creole
- Le Bleu de l'île, play (2005), đã nhận được Prix Beaumarchais từ Ecritures Théâtrale Contemporaines en Caraïbe [7]
- e Mirador aux étoiles, tiểu thuyết (2007)
- La mémoire aux abois, tiểu thuyết (2010), đã nhận được giải thưởng Prix Carbet de la Caraïbe et du Tout-Monde, được dịch sang tiếng Anh là Memory at Bay (2015)
- La fille à la guitare / Yon fi, yon gita, yon vwa, children children (2012), bằng tiếng Pháp và Creole
- Vắng mặt sans frontières, tiểu thuyết (2013)
- "Par la fissure de mes mots", thơ (2014)
- Le Rond Point, tiểu thuyết (2015), đã nhận được giải thưởng Prix Barbancourt [7]
- Je m'appelle Fridhomme, truyện ngắn, C3Editions, (2017)
- Les Jumelles de la rue Nicolas, édition Project îles (2022)